# Милани, Марио
Ма́рио Милани (порт.-браз. Mário Milani; 15 августа 1918, Жундиаи — 24 сентября 2003, Жундиаи) — бразильский футболист, нападающий.

## Карьера
Марио Милани родился в семье Фортунато и Олинды Милани. Семья была очень обеспеченной: Фортунато был крупным бразильским промышленником и одним из пионеров консервного бизнеса в стране, а также основателем крупной корпорации Gessy Lever. Марио учился в приходской школе имени Франсиско Теллеса, а затем получил образование бухгалтера в школе профессора Луиса Розы. Милани начал карьеру в клубе «Эстрела де Оуро» в возрасте 14 лет. Годом позже нападающий перешёл в «Минас-Жерайс», а в 1935 году в «Атлетико Комерсиал». В 1938 году Милани стал игроком «Сан-Паулу», куда ему помог попасть другой известный футболист, также выходец из Жундиаи, Ромеу Пелличчиари. Там он провёл один сезон, сыграв в 37 матчах (15 побед, 4 ничьи и 18 поражений) и забил 20 голов. В январе 1939 года Марио стал игроком «Флуминенсе». Там игрок также выступал два года, выиграв в 1940 году Лигу Кариока. Он провёл за клуб 45 матчей (24 победы, 10 ничьи и 11 поражений) и забил 34 гола. Последний матч за клуб Милани сыграл 8 декабря 1940 года против «Мадурейры».
В начале 1941 года Милани перешёл в «Коринтианс», где дебютировал 4 мая в матче с «Португезой Сантистой» и где забил два гола (2:0). В первый же сезон нападающий помог команде выиграть титул чемпиона штата Сан-Паулу. Годом позже футболист стал лучшим бомбардиром чемпионата штата с 24 забитыми голами. В 1943 году некоторые источники утверждают, что Марио забил 20 голов и стал лучшим бомбардиром первенства, однако другие отдают звание лучшего снайпера чемпионата Эркулесу с 19 забитыми голами. Всего за «Коринтианс» Марио играл 8 сезонов, проведя по одним данным 129 матчей (86 побед, 19 ничьих и 24 поражения) и забил 100 голов, по другим — 127 матчей (85 побед, 18 ничьих и 24 поражения) и забил 98 голов.
В 1948 году Милани стал игроком «Жувентуса», а затем «Паулисты», где завершил игровую карьеру. После этого он стал работать госслужащим, трудясь на должности финансового секретаря в Жундиаи, а также в Итупеве. Последние годы жизни Милани страдал от болезни Альцгеймера. Он умер в 2003 году.

## Достижения

### Командные
- Чемпион Лиги Кариоки: 1940
- Чемпион штата Сан-Паулу: 1941

### Личные
- Лучший бомбардир чемпионата штата Сан-Паулу: 1942 (24 гола), 1943 (20 голов)

## Личная жизнь
Милани был женат. Супруга — Мария Рибейро, с которой он обручился в 1944 году, по другим данным — в 1943 году. У них были дети, Олга Мария и Жозе Антонио. В браке супруги прожили более 60 лет.